# Linnansaari nationalpark
Linnansaari är även det finska namnet för ön Slottsholmen i Uleåborg, Finland
Linnansaari är en nationalpark i Finland.
Linnansaari nationalpark ligger i insjön Haukivesi, som är en del av det stora insjösystemet Saimen, och representerar det mest intressanta av finsk insjönatur. I nationalparken finns stora möjligheter för den som tycker om att med kanot upptäcka obebodda öar. Till faunan hör t. ex. fiskgjuse och den reliktartade underarten av vikaren (Pusa hispida saimensis). Linnansaari nationalparksområde ligger i Rantasalmi kommun samt i städerna Nyslott och Varkaus. 
Arealen är 96 km². Parken grundades 1956 och ytan utökades 1982.

## Naturum
Oskari – Linnansaaris naturum ligger i centrum av Rantasalmi. Utställningen ger en levande inblick i särdragen i Linnansaaris nationalpark. Oskaris kundtjänst ger aktuell information om nationalparken och aktiviteterna där, utflyktstips, fiskekort och guidning i naturumet.